# Pipe Mania
Pipe Mania (Pipe Dream en Amérique du Nord) est un jeu vidéo de puzzle développé par The Assembly Line et sorti en 1989 sur Amiga puis porté sur borne d'arcade, DOS, Windows, Mac, Acorn Archimedes, Amstrad CPC, Apple II, Apple IIGS, Atari ST, BBC Micro, Commodore 64, PC-88, PC-98, Psion 3a, SAM Coupé, X68000, ZX Spectrum, NES, Super Nintendo et Game Boy.

## Système de jeu
Le concept du jeu, dit « jeu du plombier » a largement été réutilisé par la suite, parfois comme mini-jeu (comme les séquences de hacking dans BioShock).

## Accueil
Le jeu a reçu le Tilt d'or 1990 dans la catégorie « Action / réflexion »